# George Dunning
Pour les articles homonymes, voir Dunning.
George Dunning né le 17 novembre 1920 à Toronto (Canada) et mort le 15 février 1979 à Londres (Royaume-Uni) est un réalisateur, animateur et  producteur canadien.

## Filmographie

### Réalisation

#### Court métrage
- 1944 : Grim Pastures
- 1944 : Chants populaires no 2
- 1944 : Chants populaires no 3
- 1944 : Chants populaires no 4
- 1945 : The Three Blind Mice
- 1946 : Cadet Rousselle
- 1950 : Family Tree
- 1959 : The Apple
- 1962 : The Flying Man

#### Long métrage
- 1968 : Yellow Submarine

#### Série télévisée
- 1965 : The Beatles (série TV)

### Production
- 1962 : The Flying Man, court métrage

## Récompenses et nominations
- 1962 : The Flying Man, grand prix du festival international du film d'animation d'Annecy.
- 1963 : The Apple, BAFTA Award.